# Зелені різники
«Зелені різники» — данська комедійно-драматична стрічка про двох різників, які відкрили власну крамницю, щоб позбутися свого пихатого боса.

## Сюжет
Різники Б'ярне та Свен, утомлені від постійних нападок свого боса, відкривають власну м'ясну крамницю. У день відкриття до них не завітав ніхто окрім їхнього колишнього шефа Хоглера. Він починає ображати партнерів, що їх задум провалився. Вранці Б'ярне та Свен виявили труп електрика, який вони розчиняють і продають як м'ясо курки. На святковій вечері Хоглер подав страви з нього. Містом пішла слава про неймовірний делікатес. М'ясо електрика швидко закінчується й Свен будь-якою ціною хоче роздобути цього продукту ще. Та врешті-решт, коли вони не продають людське м'ясо, а замість нього — курку, виявляється, що секрет популярності був в особливому рецепті маринаду.

## У ролях
| Актор            | Роль          |
| ---------------- | ------------- |
| Ніколай Лі Кос   | Б'ярне        |
| Мадс Міккельсен  | Свен          |
| Боділь Йоргенсен | Тіна          |
| Ліне Крусе       | Астрід        |
| Оле Теструп      | Хоглер        |
| Ніколас Бро      | Ханс Петерсон |

## Створення фільму

### Виробництво
Зйомки фільму проходили в Данії.

### Знімальна група
- Кінорежисер — Андерс Томас Єнсен
- Сценарист — Андерс Томас Єнсен
- Кінопродюсери — Кім Магнуссон, Тіві Магнуссон
- Композитор — Єппе Кос
- Кінооператор — Себастіан Бленков
- Кіномонтаж — Андерс Вілладсен
- Художник-постановник — Міа Стенсго
- Художник-декоратор — Якоб Верт Карлсен
- Художник з костюмів — Гелла Нілсен, Міа Стенсго[3].

## Сприйняття

### Критика
Фільм отримав переважно схвальні відгуки. На сайті Rotten Tomatoes оцінка стрічки становить 63 % на основі 27 відгуків від критиків (середня оцінка 6,3/10) і 83 % від глядачів із середньою оцінкою 3,8/5 (5 560 голосів). Фільму зарахований «стиглий помідор» від кінокритиків та «попкорн» від глядачів, Internet Movie Database — 7,3/10 (16 433 голосів), Metacritic — 54/100 (18 відгуки від критиків) і 7,3/10 (4 відгуки від глядачів).

### Номінації та нагороди
| Нагороди та номінації фільму «Зелені різники» | Нагороди та номінації фільму «Зелені різники»                | Нагороди та номінації фільму «Зелені різники» | Нагороди та номінації фільму «Зелені різники» | Нагороди та номінації фільму «Зелені різники» | Нагороди та номінації фільму «Зелені різники» |
| Рік                                           | Кінофестиваль/кінопремія                                     | Категорія/нагорода                            | Номінант                                      | Результат                                     |                                               |
| --------------------------------------------- | ------------------------------------------------------------ | --------------------------------------------- | --------------------------------------------- | --------------------------------------------- | --------------------------------------------- |
| 2004                                          | «Боділ»                                                      | Найкраща головна чоловіча роль                | Мадс Міккельсен                               | Номінація                                     |                                               |
| 2004                                          | Брюссельський міжнародний кінофестиваль фантастичних фільмів | Гран-прі                                      | Андерс Томас Єнсен                            | Перемога                                      |                                               |
| 2004                                          | «Фанташпорту»                                                | Найкращий фільм «Тижня режисерів»             | Андерс Томас Єнсен                            | Перемога                                      |                                               |
| 2004                                          | «Фанташпорту»                                                | Найкращий актор «Тижня режисерів»             | Мадс Міккельсен                               | Перемога                                      |                                               |
| 2004                                          | «Фанташпорту»                                                | Найкращий режисер на «Тижні режисерів»        | Андерс Томас Єнсен                            | Перемога                                      |                                               |
| 2004                                          | «Роберт»                                                     | Найкращий грим                                | Шарлотта Лаустсен                             | Перемога                                      |                                               |
| 2004                                          | «Роберт»                                                     | Найкращий дизайн костюмів                     | Гелла Нілсен, Міа Стенсго                     | Номінація                                     |                                               |
| 2004                                          | «Роберт»                                                     | Найкращий режисер                             | Андерс Томас Єнсен                            | Номінація                                     |                                               |
| 2004                                          | «Роберт»                                                     | Найкращий актор в ролі другого плану          | Ніколай Лі Кос                                | Номінація                                     |                                               |
| 2004                                          | «Роберт»                                                     | Найкращий сценарій                            | Андерс Томас Єнсен                            | Номінація                                     |                                               |
| 2004                                          | «Роберт»                                                     | Найкращий оператор                            | Себастіан Бленков                             | Номінація                                     |                                               |
| 2004                                          | «Роберт»                                                     | Найкраща робота художника-постановника        | Міа Стенсго                                   | Номінація                                     |                                               |
| 2004                                          | «Роберт»                                                     | Найкращі спецефекти                           | Мортен Якобсен                                | Номінація                                     |                                               |